# カリコテリウム
カリコテリウム（Chalicotherium）は、新生代中新世から鮮新世にアジアからアフリカにかけて分布していた、鉤足亜目・カリコテリウム科に属する奇蹄目の属。模式種（en）は鮮新世のヨーロッパに分布していた Chalicotherium goldfussi。

## 分類
模式種（C. goldfussi）のタイプ標本は現在のドイツのアルツァイ＝ヴォルムス郡から産出し、1833年に Johann Jakob Kaup によって記載された。この時見つかった歯の化石が小石のような形状をしていたことに因んで、「小石の獣」を意味する「カリコテリウム」と命名された。また、フランスのジェール県で発見された化石に基づき、1837年に Édouard Lartet がMacrotheriumという学名を与えている。その後、Henri Filhol によるさらなる調査研究の結果、それまで Macrotherium とされていた化石群のうちいくつかが本属に改められた。
また、標本の中には当初は本属として扱われていたが、後にカリコテリウム科の別属に分類されたり、北米大陸に生息していた Oreinotherium のタイプ標本として樹立された事例も存在する（en）。
近縁属に、北米大陸に分布していたモロプスや、ヨーロッパに分布した Kalimantsia（en）などが存在した。

## 特徴

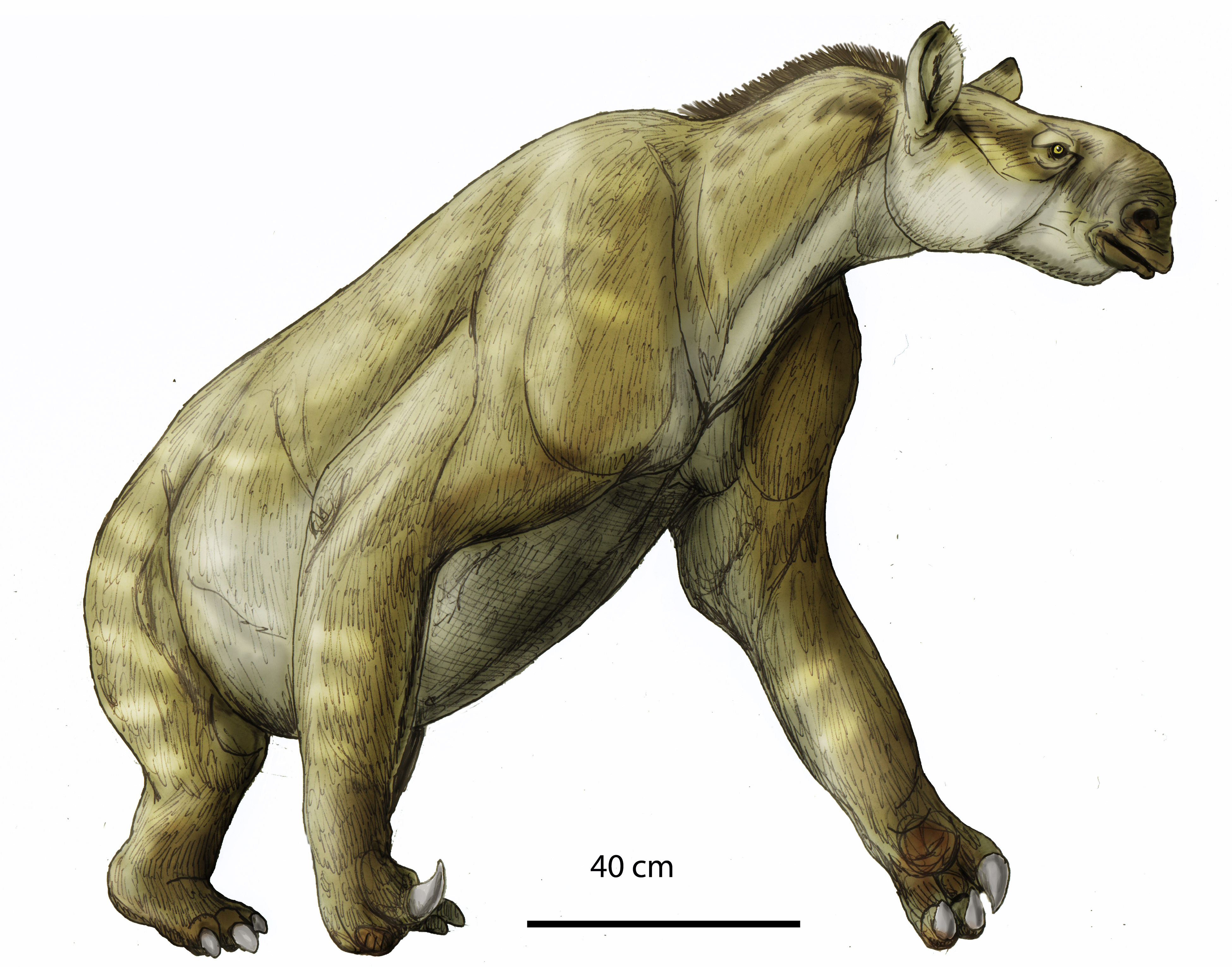
C. brevirostris の復元図

以下は、模式種（C. goldfussi）について解説する。
肩高は2.6メートルほど。体型はウマに似るが、蹄の代わりに鉤爪を持つのが特徴。通常はこの爪を保護するように、ゴリラやオオナマケモノなどと類似したナックル・ウォーキングで歩いていたと推測されている。前脚が後脚に比べ極端に長く、そのため下半身へかけて背中が著しく傾斜するのも特徴。
長い腕と鉤爪を駆使し、木の葉を枝から手繰り寄せて食べていたと推測される。前脚の鉤爪は外敵に対する防御の役割も果たしたかも知れない。
寒冷化や乾燥化により、温暖な森林の規模が縮小したことで生息域を失って絶滅したと考えられている。
カリコテリウム属は中新世の陸棲哺乳類では比較的に大型の部類であり、アンフィキオンなどの当時の頂点捕食者以外に主立って捕食対象にされる可能性は低かった可能性がある。

## 種

### 有効種
- †Chalicotherium goldfussi Kaup, 1833 - ヨーロッパ[7]
- †Chalicotherium brevirostris (Colbert, 1934) - 中国・内モンゴル自治区[8]
- †Chalicotherium salinum (Forster-Cooper, 1922) - パキスタン・インド・中国[3]

### 非有効種
- Chalicotherium antiquum Kaup, 1833 - C. goldfussi と共に発見され、後に同一化された